# Kazimierz Zaleski
Kazimierz Zaleski vel Zalewski herbu Lubicz – podstoli parczewski w latach 1793-1794, pisarz grodzki łukowski w latach 1793-1794, poseł lubelski na sejm 1786 roku, poseł województwa lubelskiego na Sejm Czteroletni w 1790 roku. Członek Stronnictwa Patriotycznego i Zgromadzenia Przyjaciół Konstytucji Rządowej. Po klęsce w wojnie polsko-rosyjskiej 1792 przystąpił do konfederacji targowickiej. Poseł ziemi łukowskiej na Sejm grodzieński (1793), członek konfederacji grodzieńskiej 1793 roku. Sędzia sądu sejmowego sejmu grodzieńskiego 1793 roku ze stanu rycerskiego.